# Fransk balkong

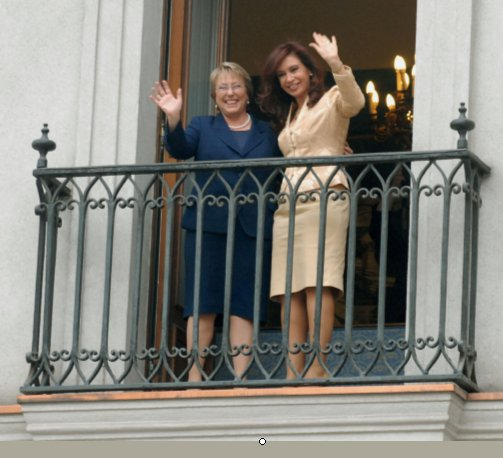
Michelle Bachelet och Cristina Fernández de Kirchner bakom en fransk balkong.

En fransk balkong består av en fönsterdörr med skyddsräcke utanför och är ett enklare alternativ till en balkong.
I motsats till en balkong har en fransk balkong ingen balkongplatta och kan därför inte beträdas. Dörren är inåtgående och genom en öppnad dörr får den boende bättre kontakt mellan inne och ute än genom ett fönster. Denna typ av balkong var vanlig i Frankrikes städer (därav namnet) där bygglagstiftningen inte tillät vanliga balkonger i trång stadsbebyggelse. Typen importerades av samma anledning även till Sveriges städer i slutet av 1800-talet. Franska balkonger blev populära igen på 1950- och 1970-talen, bland annat i radhusbebyggelse. 